# Coccoloba lindaviana
Coccoloba lindaviana R.A.Howard – gatunek rośliny z rodziny rdestowatych (Polygonaceae Juss.). Występuje naturalnie w Meksyku, Gwatemali, Hondurasie oraz Nikaragui. 

## Morfologia
PokrójWiecznie zielone drzewo dorastające do 8 m wysokości.
LiścieIch blaszka liściowa jest skórzasta i ma kształt od podłużnie lancetowatego do podłużnie eliptycznego. Mierzy 12–20 cm długości oraz 4,5–8,5 cm szerokości, o uciętej nasadzie i spiczastym wierzchołku. Ogonek liściowy jest nagi i osiąga 8–11 mm długości. Gatka jest mniej lub bardziej owłosiona i dorasta do 9–11 mm długości.
KwiatyJednopłciowe, zebrane w gęste grona o długości 12–15 cm, rozwijają się na szczytach pędów.
OwoceMają jajowaty kształt, osiągają 8 mm długości oraz 6 mm szerokości.